# 松山市立久米中学校
松山市立久米中学校（まつやましりつくめちゅうがっこう）は愛媛県松山市にある公立中学校。

## 概要

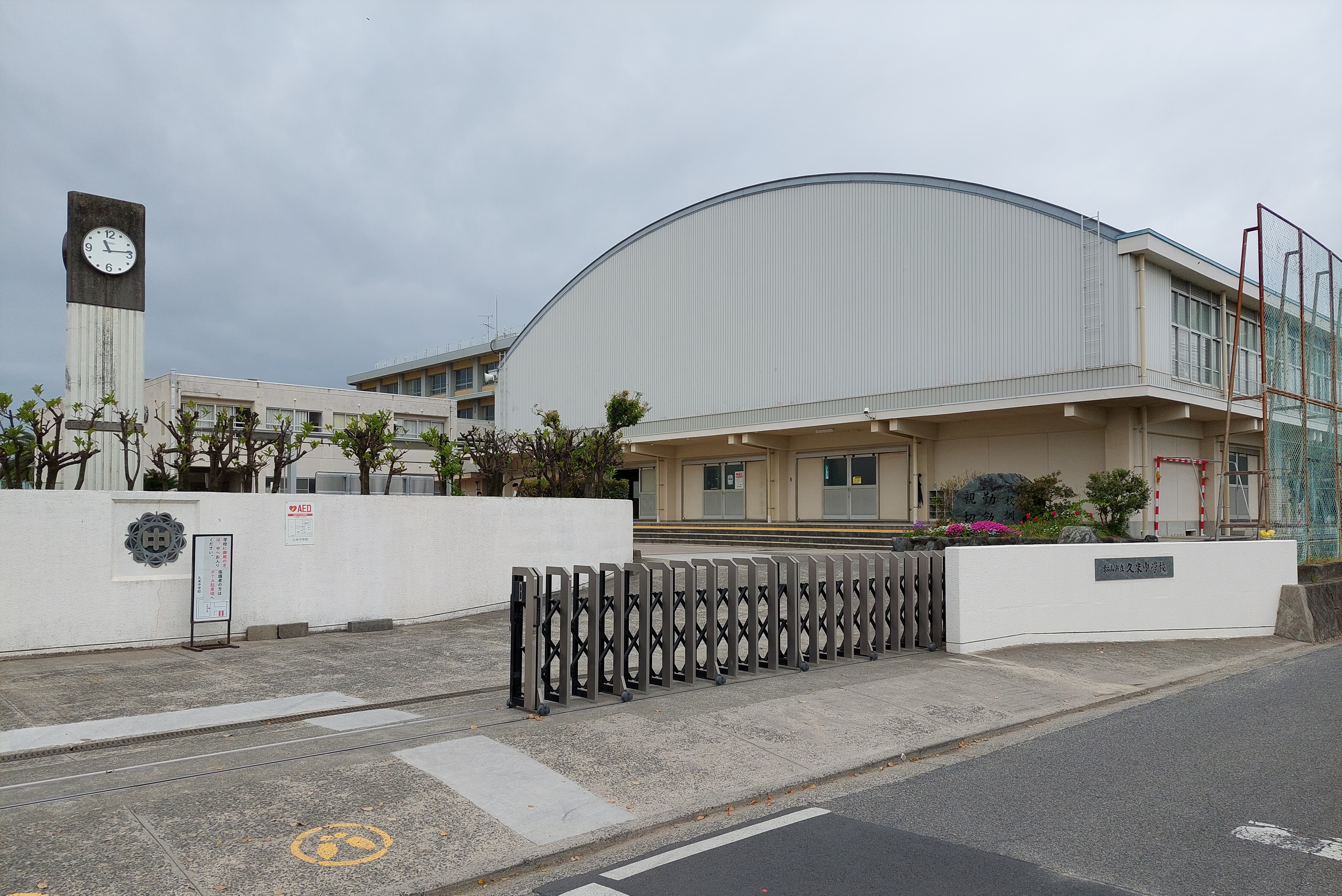
校門と体育館

久米中学校は松山市の東南部（久米地区）に位置する。3学期制が導入されている。

### 校区
- かつては農村であったため、現在でもところどころに田園風景が見られるが、昭和末に著しい発展と住宅の建設ラッシュを迎えた地域である。伊予鉄道横河原線が貫通しているため、交通の便はよい。
- 人口は増加の一途をたどっていたが、少子高齢化の煽りも受けており、生徒数の増加は鈍くなり、今は減少傾向にある。それでも現在でも800人ほどの生徒が在籍している。県内屈指のマンモス校である。
- 松山市合併前に温泉郡久米村であった地域の多くを校区としてカバーする。校区が南北に縦長く伸びた形状のため、松山市内の中学校では珍しくヘルメット着用の上自転車通学が許可されている（北久米・南久米・福音寺・鷹ノ子各地区の一部の生徒）。

#### 所在地
- 〒791-1102　愛媛県松山市来住町689番地

久米地区の南西部の田園地帯に位置する。

#### 小学校
- 松山市立久米小学校
- 松山市立北久米小学校

1982年 久米小学校より分離新設
- 松山市立福音小学校

1991年 北久米小学校より分離新設
- 松山市立窪田小学校

1994年 久米小学校より分離新設

### 校歌
昭和23年4月10日制定
校歌は開校当時、皆で考えて作るという方針のもと、校歌の歌詞を当時の職員に募集し、初代校長である野口豊茂が一人応募し、これを練り直して歌詞を作り、作曲は愛媛大学教育学部の清家嘉寿恵に依頼してできあがった歴史がある。また、そのほかにも応援歌、50周年を記念しての賛歌がある。

### 教育方針
- 正しく、優しく、たくましく生きる生徒の育成
- 勤勉　親切
- 正義が通り、努力が報われる学校

## 沿革
- 1947年4月 - 久米村立久米中学校を愛媛県温泉郡久米村大字鷹子15番地（現在の松山市立久米小学校校地）に設立。生徒数201名、職員数14名、学級数6
- 1968年12月 - 中学校本体を現在の校地（当時の住所表記）松山市大字来住字四反地689番へ移転することを決定
- 1971年4月 - 生徒数増加のため分離新設 松山南中学校（今在家地区・星岡地区他　843名）
- 1974年3月 - 校地の造成工事全完了
- 1976年3月 - 校舎3棟・体育館新築落成および中学校の移転を完了
- 1979年8月 - 4教室増築落成
- 1981年2月 - 4教室増築落成
- 1982年4月 - 生徒数増加のため分離新設 松山南第二中学校（南高井地区他　916名）
- 1982年4月 - 久米小学校児童数急増のため小学校分離。久米小→久米小・北久米小（新設）

北久米小新設によって、校区内の小学校は2校となり、久米中への進学元小学校は2校となる。
- 1983年12月 - 4階建校舎2棟36教室新築落成
- 1984年5月 - プール新築落成（25m・8コース）
- 1985年4月 - 生徒数増加のため分離新設 桑原中学校　（畑寺地区・束本地区・三町地区・松末地区他　1392名）
- 1991年4月 - 北久米小学校児童数急増のため小学校分離。北久米小→北久米小・福音小（新設）

福音小新設によって、校区内の小学校は3校となり、久米中への進学元小学校は3校となる。
- 1992年10月 - 特別校舎（第一教棟）新築落成
- 1994年4月 - 久米小学校児童数急増のため小学校分離。久米小→北久米小・窪田小（新設）・久米小・福音小

窪田小新設によって、校区内の小学校は4校となり、久米中への進学元小学校は4校となる。
- 1995年9月 - 旧校舎取壊し決定
- 1997年4月 - 校区分割
- 1998年10月 - スクールスローガン制定
- 2001年4月 - ロゴマーク決定（現在の体操着・スクールバッグなどに採用されている）
- 2002年6月 - 第一・第三・第四教棟にソーラーパネル設置
- 2003年4月 - 第五教棟新築落成
- 2004年4月 - 新体操服・スクールバッグ・制服制定（ロゴマークと校章の採用）
- 2004年9月 - 西校舎（第四教棟）改築工事完了

## 新設中学校分離問題
久米中学校は、生徒数が四国でもっとも多くなるなど、マンモス校の状態を保ってきた（平成10年に一度分離新設計画が持ち上がったが、廃案になった）。校区変更がなされ、現在に至っている。分離計画は案のみはあるものの、市の財政難や実施が大掛かりなもので困難を極めるため、計画は足踏み状態である。
- 南第二中校区の北土居町以南と久米中校区（国道11号以南の来住町と窪田小校区の全域）を統合して、浮穴地区内に新設中学校。
- 南第二中校区の今在家四丁目以北全域と久米中校区（11号以西の北久米町・福音寺）を統合して、石井地区内に新設中学校。
- 久米中校区の11号より北部分（現在は桑原・久米両校区）を統合し、久米地区福音小隣の星岡風致地域内に新設中学校。

### 各校を分離（統合）すべき理由

#### 久米中
- 生徒数が急増している。現在のままではそのうち学校施設が不足することが確実である。
- 校区が歪形で、南北に細長く、特に北部（天山・福音寺）に在住の生徒は自宅と学校が遠すぎて通学に支障をきたす。
- 国道11号が校区の中央を横断しており、ラッシュ時は大変混雑するため、通学が危険な生徒もいる。
- 小学校区が重なりすぎているため、進学元小学校のつながりがなくなってしまう生徒がいる。

#### 南第二中
- 学校施設は充分であるが、校区選択制で、学校自体が遠いために、より近い久米中を選ぶ生徒が増えている。
- 久米中と同様に、校区が南北に細長く、天山・星岡地区の生徒は自宅と学校があまりに遠すぎる。

#### 福音小
- 分離新設校であるために、進学先中学校が桑原・拓南・久米・南第二と4校にまたがってしまう。児童がバラバラになる。
- 福音小学校区からは、久米中・南第二中どちらも通学距離3kmを越えてしまう。4kmを越える生徒もいる。

## 著名の出身者
- 林家染太（落語家）[2]
- 原口沙輔（シンガーソングライター）